# Chris Schummert
Chris Schummert (* 29. Mai 1993 in Berlin) ist ein deutscher Popsänger, der als Zweitplatzierter der dritten Staffel der Castingshow The Voice of Germany bekannt wurde.

## Werdegang
Schummert wuchs im Berliner Stadtteil Steglitz auf. 2012 legte er am Gymnasium Steglitz das Abitur ab und studiert seither Kommunikationsmanagement an der BSP Business School.
Im Herbst 2013 nahm er an der dritten Staffel der Castingshow The Voice of Germany teil. Unter seinem Mentor Samu Haber erreichte er das Finale, in dem er am 20. Dezember 2013 hinter Andreas Kümmert Platz zwei erreichte.
Mit seinem Song The Singer, der nach dem Halbfinale veröffentlicht wurde, stieg er zwischenzeitlich bis auf Platz 4 der deutschen iTunes-Charts und kam in den offiziellen Charts auf Platz 12.

## Diskografie
- Lieder aus The Voice of Germany
  - Pumped Up Kicks (Original: Foster the People)
  - Follow Me (Original: Uncle Kracker)
  - Fast Car (Original: Tracy Chapman)
  - Hey Brother (Original: Avicii)
  - Every Breath You Take (Original: The Police)
  - The Singer (eigener Song)
  - Faith (Original: George Michael)
  - Bonfire Heart (Original: James Blunt)
- Coming In – Der Soundtrack zum Film
  - Something beautiful
  - Fall
  - Anything Goes
  - Dancing with Sharks
  - Mad, Mad World
  - I Kissed a Girl